# 世界大学生围棋赛
世界大学生围棋赛由世界大学生围棋联合会和上海市应昌期围棋教育基金会主办。采用邀请和选拔两种方式推选出世界各地约100位大学生棋手参赛。比赛采用应氏计点制围棋竞赛规则。
参赛选手必须为在籍大学生业余棋手。

## 历届冠亚军
| 年   | 届 | 地点                   | 冠军   | 亚军   |
| ---- | -- | ---------------------- | ------ | ------ |
| 2014 | 1  | 香港中文大学崇基学院   | 王琛   | 王琳   |
| 2015 | 2  | 台北国立清华大学       | 隋泽翔 | 苏广悦 |
| 2016 | 3  | 多伦多大学密西沙加校区 | 张翔宇 | 楼云逍 |
| 2017 | 4  | 曼谷正大管理学院       | 大关稔 | 楼云逍 |